# パズル&ドラゴンズ スーパーマリオブラザーズ エディション
『パズル&ドラゴンズ スーパーマリオブラザーズ エディション』（パズル アンド ドラゴンズ スーパーマリオブラザーズ エディション、PUZZLE&DRAGONS SUPER MARIO BROS.EDITION）は、任天堂とガンホーが共同で開発・発売したニンテンドー3DS専用パズルRPGソフト。日本国内では2015年4月29日に発売された。国内の販売元はガンホー、国外は任天堂が担当している。略称は『パズマリ』。
発売から1か月後の2015年5月29日に攻略本「パズル＆ドラゴンズスーパーマリオブラザーズエディション公式ガイドブック」が発売された。
日本国外では2015年5月に、本作と『パズドラZ』が同時収録された "Puzzle & Dragons Z + Super Mario Bros. Edition" として発売された。

## 概要
今作はマリオシリーズとパズル&ドラゴンズがコラボレーションした作品である。マリオシリーズでお馴染みのキャラクター達がパズルを使ってストーリーを進めていくシステムになっている。BGMは歴代のマリオシリーズのものをアレンジした物である。発売直後にゴールデンウィークがあったため、発売から約1か月で約27万本を売り上げる大ヒットを記録した。家族連れからは多大な人気を受けている。
2015年4月22日に配信が開始されたおためし版では「イージーコース」（3色コース）と「ノーマルコース」（4色コース）の2つがある。なお、おためし版にはセーブ機能は無い。

### バージョンアップ
2015年9月には、当初の予定にはなかったVer 2.0へのバージョンアップを行うことが決定した。バーションアップにて新たに追加されるキャラクターが一部、公表された。また、このバーションアップで後述のスコアアタックもパワーアップされ、インターナショナルランキングへ対応することが決定した。そして、同年10月には、バージョンアップで追加される計10体のキャラクターの詳細が発表された。また、カメックとゴールデンクリボーの変身も可能になった。

## 開発

### 企画
本作は『パズドラ』を世界に広めたいという意図で企画された。ガンホーCEOの森下一喜と『パズドラ』シリーズのプロデューサーである山本大介は、マリオの生みの親である宮本茂を尊敬しており、宮本へのプレゼンテーションは緊張したと電撃オンラインでのインタビューの中で振り返っている。

### 製作
本作は『パズドラ』に近い方向性で開発が進められ、スキルも同作に合わせた一方、『パズドラZ』のZシステムに類似したシステムも取り入れられた。また、マリオシリーズの世界観に合わせるため、『パズドラ』シリーズの進化に相当するシステムは「変身」に置き換えられ、1UPキノコはコンティニューアイテムとして登場した。『パズドラ』側のキャラクターのうち、たまドラは戦闘要員ではなく覚醒時のキーキャラクターとして登場した。開発初期、ハートドロップ以外の攻撃ドロップの模様は全てキノコの柄にする予定だったが、これでは見えにくいとの理由で闇ドロップ以外はマリオシリーズの他のアイテムの柄を使用する事になった。

## あらすじ
ある日、キノコ王国に突如ドロップと呼ばれる物体が出現。ピーチはこの光景をマリオにも見せようとマリオをピーチ城に招待する。しかし、マリオがピーチ城に着くとキノピオから、不思議な力を持つドロップを利用したクッパ達がピーチを連れ去った事を伝えられる。同時にカメックの魔法でキノコ王国の至る所にドロップが溢れてしまった。そこで、キノピオはこのドロップを使えばピーチを救えるのではと考えた。こうしてマリオ達の連れ去られたピーチを助けるための新たな冒険が幕を上げるのであった。

## 登場キャラクター

### リーダーキャラクター
リーダーキャラクターは、歴代のマリオシリーズでの、マリオとルイージのパワーアップ後の姿。
- ちび（マリオ（火属性）・ルイージ（木属性）以下略）
- スーパー（光属性）
- ファイア（火属性）
- しっぽ（木属性）
- アイス（水属性）
- オバケ（闇属性）
- じぞう（光属性）
- ハチ（火属性）
- ムササビ（木属性）
- ペンギン（水属性）
- ネコ（闇属性）

### アシストキャラクター
アシストキャラクターは、歴代のマリオシリーズで登場した主なキャラクターの系統。
- キノピオ（あか（火属性）・あお（水属性）・みどり（木属性）・きいろ（光属性）・むらさき（闇属性））
- ピーチ（光属性）
- スーパーピーチ（光属性・光属性）
- ロゼッタ（水属性）
- スーパーロゼッタ（水属性・光属性）
- ヨッシー・はねヨッシー（あか（火属性）・みずいろ（水属性）・みどり（木属性）・きいろ（光属性）・むらさき（闇属性））
- クッパ（闇属性）
- ほねクッパ（闇属性）
- だいまおうクッパ（闇属性・水属性）

## ワールド
今作では8つのワールドが存在する。塔の名前が砦になっており、また、城をクリアしてもそのワールドはクリアにならず、その後にある船と呼ばれるステージをクリアすることでそのワールドはクリアとなる。各ワールドのスタート地点にキノピオの家がある。BGMは過去のマリオシリーズの時の物に若干アレンジを入れている。
WORLD1 草原
ピーチ城が見える草原が広がる、マリオシリーズにも登場するワールド。W1-1からW1-3まではチュートリアルで進行していく。W1-4にはW1-5につながる分かれ道があるが、行くには光ドロップが必要。しかし、このコースは火、水、木ドロップしか出てこないため、スキルなどを使って光ドロップを出現させる必要がある。このような隠れ分かれ道はその後も登場するが、大抵はアイコンが表示されなくなる。ボスはラリー。
WORLD2 洞窟
薄暗い極寒のワールド。W2-砦から全てのドロップが出現する通常コースが現れる。ボスはレミー。
WORLD3 砂漠
遺跡やヤシの木が立ち並ぶ砂漠のワールド。このワールドで初めてお化け屋敷が登場するが分かれ道の先にある。前半は全ての属性の敵が出現するが、後半は火属性の敵が多くなる。ボスはモートン。
WORLD4 南国
風景が美しい南国のワールド。全体的に水属性の敵が多い。ボスはウェンディ。
WORLD5 森林
木々が生い茂り、毒の沼が点在するジャングルのようなワールド。全体的に木属性の敵が多い（ハナチャン等）。ボスはイギー。
WORLD6 雲海
曇の上を通るワールド。水属性の敵のみ出現しない。ボスはロイ。
WORLD7 火山
溶岩に満たされた火山地帯のワールドである。前半は火属性、後半は光属性の敵が多い。過去のマリオシリーズでは、このワールドにクッパ城が設置される事が多かったが、今作ではクッパ城はワールド8に設置されている。これまでのワールドと比べるとステージの数が格段に増えている。ボスはルドウィッグ。
WORLD8 岩山
クッパ城が存在する最後のワールド。これまでの多くのマリオシリーズではクッパ城のあるワールドには溶岩や火山があったが、今作には岩山や黒い雲、薄暗い谷などがある。ステージ数はワールド7と同程度。ハナチャン・ケロンパ等、新キャラクターも登場する。ボスはクッパJr.とクッパだが、最終ステージではクッパを倒してもその後にクッパに加え、クッパ7人衆とクッパJr.も参戦する最終決戦がある。

### キノピオの家
キノピオの家では仲間の強化や変身、チーム編成ができる。
チームへんせい
ここでは冒険に向かうチームを編成する事ができる。なお、チーム編成はステージに入る前のチーム選択の際にする事もできる。
パワーアップ
指定した1体の仲間に不要となった仲間が経験値などのパワーを送る事ができる。パワーを送る仲間は一度に5体まで選べる。パワーを受け取った仲間は経験値だけでなく、体力、攻撃力、防御力が上がる事もあり、稀にステータスにボーナスが付く事もある。パワーを送る仲間の中には1度にパワーを受け取る仲間のレベルを3～5ほどあげるものもある。
へんしん
ここでは指定の変身アイテムを決められた数、獲得すると仲間をさらに強力な仲間に変身する事ができる。『パズル＆ドラゴンズ』の「進化」と同じ。変身した仲間のスキルレベルはLv.1になってしまうが、より強力なスキルを発動できるようになる。変身する仲間を選ぶ際、パネルが発光している仲間が変身可能である。
ハテナくじ
アイテムが出てくるくじであり、100コインで1回くじを引ける。ハテナブロックが3つありその内のどれか1つを選ぶ。何が出るかは引いてみるまで分からない。おもてワールドのクッパ軍団を倒すとハテナくじがリニューアルされ、後述する「ほしのいし」や「グランド〇〇」といった珍しいアイテムも出てくるようになる。
かくせい
ここでは限界まで成長した仲間に新たなスキル、かくせいスキルを与えて、レベルアップする事ができる。かくせいスキルを与えるにはほしのいしと呼ばれるレアアイテムを決められた数、手に入れる必要がある。さらに普通のスキルと同じく、ほしのいしを使ってレベルアップする事もできる。レベルが上がるに連れてレベルアップに必要となるほしのいしの数は増える。なおここには、今作に登場する唯一の『パズル＆ドラゴンズ』のキャラクター、たまドラがいる。
スキルアップ
ここでは指定のスキルアイテムを決められた数、獲得すると仲間のスキルレベルを上げる事ができる。スキルレベルを上げると発動までのターンが短くなる。上げる事ができるスキルレベルはキャラクターによって異なる。

### うらワールド
おもてワールドのクッパ軍団を倒すと、うらワールドに行けるようになる。うらワールドはワールド、ステージの基本構成や出現する敵の属性や種類は概ねおもてワールドと同じだが、おもてワールドと比べて格段に敵の攻撃力が上がっており、ワールド1から1回の攻撃で3000前後のダメージを受ける。うらワールドのステージ名は「⋆W〇-〇」と表記される。うらワールドへはマップ画面でYボタンを押すと開くワールドせんたくから選ぶ事ができる。ワールド1からワールド8までのマップの背景（特に上部）がやや暗くなっている。

## バトルシステム

### パズル
パズルバトルは基本的にパズル&ドラゴンズと同じく、6×5マスのフィールドにあるドロップをタッチペンで動かし、縦・横に3つ以上、同じ属性のドロップを消すと、同じ属性を持つ味方が敵を攻撃する。ドロップは1ターンにつき1個しか動かせないが、7秒ほどの制限時間内であれば、自由に動かす事ができる。例えば、火ドロップを消すと火属性の味方が敵を攻撃する。ドロップを消していくと連鎖が生じる。これをコンボ(combo)という。コンボをたくさん繋げれば繋げるほど、敵に大ダメージを与える事ができる。パズル＆ドラゴンズと同じく、敵に与えられるダメージの数値は上画面の味方のパネルに表示される。各敵には残りターンがあり、残りターンが0になると味方を攻撃してくる。基本的に残りターンを多くさせる事はできないが、残りターンを増やすスキルを持った味方をチームに入れて、スキルを発動すると残りターンを増やす事ができる。今作にはスーパードロップと呼ばれるドロップがある。このドロップを消すと通常の3倍のダメージを与える事ができる。スーパードロップはランダムに出てくる。また、パズル＆ドラゴンズと同じく同じ属性のドロップを5つ以上消すと「全体攻撃」ができるようになる。全体攻撃は敵1体ではなく、敵全体にダメージを与える事ができる。さらにダメージは敵の数に等分されず、そのままのダメージで敵に攻撃ができる。

### パズル後
敵を倒すと経験値とコインが手に入る。また、敵がアイテムやコインを落としていくこともある。稀に、キャラブロックが出てくることがあり、ブロックを開けるとリーダー、サブ、アシストキャラクターとして仲間になる。ブロックは火属性のキャラクターが入っているファイアブロック、水属性のキャラクターが入ったウォーターブロック、木属性のキャラクターが入ったウッドブロック、光属性のキャラクターが入ったライトブロック、闇属性のキャラクターが入ったダークブロックの5種類がある。そのなかでも少し価値が高いブロックには「スーパー〇〇ブロック」、さらに価値が高いブロックには「グランド〇〇ブロック」と名称が変わる。グランド〇〇ブロックには普通のブロックにさらに黄色いリボンがつけられている。

### 属性
パズル＆ドラゴンズと同じく、今作にも火、水、木、光、闇の5つの属性を持ったドロップが登場する。模様は火ドロップはファイアフラワー、水ドロップはペンギン、木ドロップはこのは、光ドロップはスーパースター、闇ドロップはどくキノコになっている。属性の相互関係はパズル＆ドラゴンズと同じ、火は木、木は水、水は火、光と闇はお互いに強い関係になっている。火、水、木の3つの属性は優勢属性の味方が劣勢属性の敵に与えるとダメージが通常の1.5倍。逆に、劣性属性の味方が優勢属性の敵に与えるダメージは通常の0.5倍になる。光と闇はお互いに強い関係になっている為、ダメージが減る事はない。なかには2つ属性を持つものもある。主な属性を主属性といい、キャラクターパネルの左上に表示される。攻撃力は主属性より小さく、キャラクターパネルの右下に表示されるのは副属性と呼ばれる。初盤は属性が1つだけの味方・敵が多いが、次第に副属性を持った味方・敵が多くなる。

### 体力とコンティニュー
上画面には今の残り体力が表示されている。敵からダメージを受けると体力は減ってしまう。体力が0になるとゲームオーバーになる。体力はハートドロップを消すと回復するが、コンボが続けば、敵に与えられるダメージと同時に回復する体力も上がる。体力が0になってもマリオまたはルイージの残り数があれば、コンティニュー（続行）する事ができる。残り数が×0になると、ゲームオーバーになり、マップに戻る。この際、残り数は自動で×3になる。残り数は1UPキノコで増やす事ができる。1UPキノコは低確率だがハテナくじやハテナブロックなどで手に入れる事ができるが、パズルで12～13コンボ以上、コンボを繋げると1UPキノコを1個獲得できる。なお、今作の残り数の上限は×9であり、残り数が上限値に達しているときは1UPキノコを獲得しても何も起こらない。

### チーム
今作ではリーダーキャラクターと4人のサブキャラクター、そしてチームの補助を行うアシストキャラクターの計6人で1つのチームとなる。リーダーキャラクターはマリオとルイージのみで、それ以外のキャラクターはリーダーキャラクターになれない。チーム全体に影響を与えるリーダースキル（後述）を持つ。サブキャラクターは敵ブロックで手に入れて仲間にした敵から成る。アシストキャラクターはマリオ、ルイージ、各色のキノピオ、各色のヨッシー、ピーチ、ロゼッタ、クッパ（おもてワールドをクリアすれば使用可能）などがなれる。リーダースキルと共にチーム全体に影響を与えるアシストスキル（後述）を持つ。リーダーキャラクターとアシストキャラクターはストーリーを進めていくと増えていく。なお、マリオがリーダーキャラクターのときはアシストキャラクターにマリオを選ぶことはできない（ルイージのときも同様）。チームの体力、敵に与えるダメージ、ハートドロップを消したときの回復する体力はチームの味方の体力、攻撃力、回復力によって変わる。さらに各味方の体力、攻撃力、回復力にはステータスがあり、スターの数であらわされる。スター1個につき、元の体力に+10、攻撃力に+5、回復力に+3される。ステータスはキノピオの家でパワーアップを行うと増える。

## スキル
スキル（Skill）とは各キャラクターが持つ特別な技。パズル中にAボタンを押すと選択できる。スキルは、敵に大ダメージを与える、味方の攻撃力または防御力を上げる、味方を状態異常から守るといった趣旨のスキルが多い。スキルはターンを重ねると発動できる。決められたスキルアイテムを決められた数、獲得すると、スキルレベルが上がり、スキル発動に必要なターン数が短くなる。しかし、スキルレベルの上限はキャラクターによって異なる。リーダーキャラクターとアシストキャラクターには各自、リーダースキルとアシストスキルという特別なスキルを持つ。リーダースキルとアシストスキルはチーム全体に影響を与えるものが多く、リーダースキルとアシストスキルを上手く使いこなすことが求められる。また、先述の通り、限界まで成長した仲間にはほしのいしを使ってかくせいスキルを与えることができる。しかし、例外的にかくせいスキルを持つことができないキャラクターもいる。

## アイテム
今作に登場するアイテムには2つの種類がある。これらは全てキノピオの家のハテナくじでも獲得することができる。

### へんしんアイテム
へんしんアイテムは仲間を変身させるのに必要なアイテムである。
- スーパーキノコ
- どくキノコ
- オバケキノコ
- ファイアフラワー
- アイスフラワー
- スーパーこのは
- パタパタのはね
- クリボーコイン
- ケロンパコイン
- ジュゲムコイン
- テレサコイン
- プクプクコイン

### スキルアイテム
スキルアイテムは仲間のスキルレベルをアップするのに必要である。スキルアイテムには「ほしのいし」を除いて「グランド○○」（「きのみ」だけは「めずらしいきのみ」）というさらに、価値が高く、入手困難なアイテムがある。スキルレベルが上がってくると「グランド○○」でレベルアップする。
- きのみ
- めずらしいきのみ
- スターコイン
- グランドスターコイン
- グリーンコイン
- グランドグリーンコイン
- ゴールドキノコ
- グランドゴールドキノコ
- スーパースター
- グランドスーパースター
- すいせいメダル
- グランドすいせいメダル
- クッパごうら
- グランドクッパこうら
- ほしのいし

限界まで成長した仲間に覚醒スキルを与え、レベルアップするのに必要。

### その他
- 1UPキノコ

コース内で敵に負けてしまった時に、コンティニューできる。上限値は9個。

## スコアアタック
スコアアタックでは制限時間300秒以内に決められた敵を倒し、どれだけスコアを稼げるかに挑戦する。難易度はノーマル、ハード、エクストラの3つである。それぞれ、連れていくチームのメンバーは難易度によってきまっている。クリアすれば、スコアやクリア時の残り時間からSSS、SS、S、A、B、C、Dの7段階でランクが評価される。ただし、ゲームオーバーになったら評価は-（記録なし）となる。なお、スコアアタックでは敵から受けるダメージは非常に200～1,000ほどと小さめになっている。また、スコアアタックではすれちがい通信を使って、別のプレイヤーと競い合うこともできる。
そして、先述のバージョンアップにてスコアアタックにフリーチャレンジが追加された。フリーチャレンジでは自分の選んだチームのメンバーで挑戦できるようになった。また、世界中のプレイヤーとスコアを競うインターナショナルランキングへの対応も追加された。